# Amtsgericht Hagenau
Das Amtsgericht Hagenau war ein deutsches Amtsgericht mit Sitz in Hagenau.

## Geschichte
Hagenau war Sitz eines französischen Friedensgerichtes. Nach der Abtretung Elsass-Lothringens im Frieden von Frankfurt an das Deutsche Reich 1871 wurde die Gerichtsstruktur mit dem Gesetz, betreffend Abänderung der Gerichtsverfassung vom 14. Juli 1871 und der Ausführungsbestimmung hierzu vom gleichen Tag neu geregelt. Dabei wurden die Friedensgerichte beibehalten. Im Rahmen der Reichsjustizgesetze wurden 1879 die Friedensgerichte im Reichsland Elsass-Lothringen aufgehoben und Amtsgerichte gebildet. Das Amtsgericht Hagenau war dem Landgericht Straßburg nachgeordnet. Am Gericht bestand 1880 eine Richterstelle. Das Amtsgericht war damit ein kleines Amtsgericht im Landgerichtsbezirk. Der Gerichtsbezirk umfasste 1895 den Kanton Hagenau mit 175 Quadratkilometern, 26.522 Einwohnern und 16 Gemeinden. Mit der Verordnung über den Sitz und die Bezirke der Amtsgerichte vom 3. April 1909 gingen die Gemeinden Mertzweiler und Ueberach aus dem Sprengel des Amtsgerichts Niederbronn in den Sprengel des Amtsgerichts Hagenau über.
Nach der Reannexion Elsass-Lothringens durch Frankreich nach dem Ersten Weltkrieg wurde das Amtsgericht Hagenau als „Tribunal cantonal Haguenau“ weitergeführt. Im Zweiten Weltkrieg wurde 1940 von der deutschen Besatzungsmacht die vorgefundene Gerichtsstruktur unter Verwendung deutscher Ortsnamen und Behördenbezeichnungen, hier also wieder als Amtsgericht Hagenau, fortgeführt. Heute besteht das Tribunal d’instance Haguenau als Eingangsgericht.